# Solothurn S–18/1000
A Solothurn S–18/1000 20 mm-es páncéltörő ágyú egy svájci páncéltörő puska volt, amit a második világháború alatt használtak, és a korábbi S–18/100 módosított változata volt nagyobb csőtorkolati sebességgel és nagyobb tölténytárral. A nagy, erős lőszer miatt a fegyvernek borzasztóan erős visszarúgása volt, méretei miatt pedig szállítása is problémás volt.

## Történet
A Solothurn fegyver társaságot a német Rheinmetall cég birtokolta és a svájci céget arra használta, hogy olyan fegyvereket gyártson, ami a német cégek számára tilos volt az első világháborút követő fegyverkezési tilalom miatt.
1940-41 között az amerikai hadseregnek szándékában állt rendszeresíteni a Solothurn S–18/1000 puskát. A fegyvert kis mennyiségben szabványosították 20mm automatic gun T3 néven. 1941 tavaszán a Solothurnt a .90-cal. T4 automata ágyú ellenében tesztelték. Habár kevésbé volt erős, a Solothurn mégsem volt olyan testes és komplikált, ezért a hadsereg sokkal alkalmasabbnak találta. Úgy tervezték, hogy 50 darabot rendelnek, majd később sorozatgyártásba helyezik a fegyvert az Amerikai Egyesült Államokban. Azonban hosszas tárgyalások után elvetették az ötletet.

## Leírás
Csőszájfék:

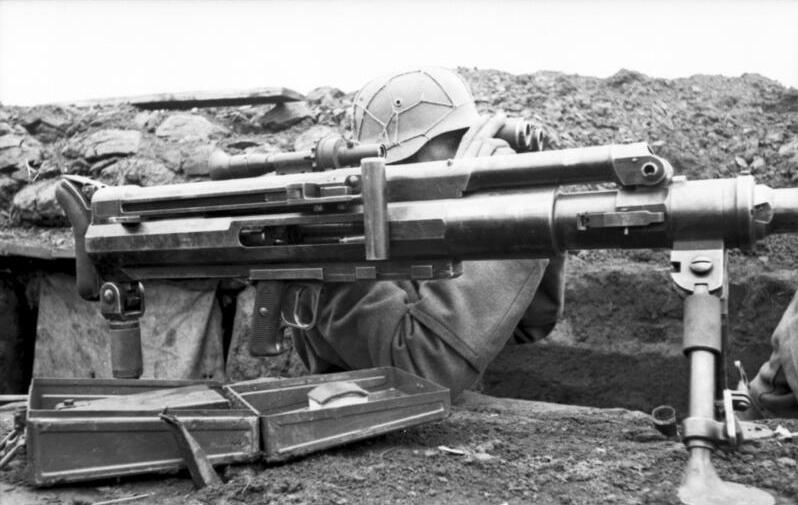
Egy S18 a keleti fronton

A fegyverhez két fajta csőszájféket alkalmaztak. A fékeket attól függően cserélték, hogy mekkora volt a kilőtt lőszer visszarúgása. A könnyebb töltetek kevesebb visszarúgáscsökkentést kívántak. Ezért egy egylyukas féket használtak a repesz-romboló (HE) lövedékekhez, ami sokkal könnyebb volt mint a páncéltörő (AP) változat. A páncéltörő lövedékekhez ötlyukas csőszájféket alkalmaztak.
Lőszer:
S18/10020×105B
S18/1000, S18/110020×138B (ugyanezt a tölténytípust tüzelte a Flugabwehrkanone 30 és a 38 is)
Tárkapacitás:
S–18/100 esetében 5 vagy 10 töltény, S18/1000 és /1100 esetében 10 töltény volt a szabvány, de a fegyverhez használhatták a FlaK 18 légvédelmi löveg 20 töltényes ívelt szekrénytárát is.

## Fordítás
- Ez a szócikk részben vagy egészben  a   Solothurn S-18/1000 című angol Wikipédia-szócikk ezen változatának fordításán alapul.  Az eredeti cikk szerkesztőit annak laptörténete sorolja fel. Ez a jelzés csupán a megfogalmazás eredetét és a szerzői jogokat jelzi, nem szolgál a cikkben szereplő információk forrásmegjelöléseként.